# Урвінд
Урвінд (рум. Urvind) — село у повіті Біхор в Румунії. Входить до складу комуни Лугашу-де-Жос.
Село розташоване на відстані 415 км на північний захід від Бухареста, 27 км на схід від Ораді, 105 км на захід від Клуж-Напоки.

## Населення
За даними перепису населення 2002 року у селі проживали 915 осіб.
Національний склад населення села:
| Національність | Кількість осіб | Відсоток |
| -------------- | -------------- | -------- |
| угорці         | 617            | 67,4%    |
| цигани         | 155            | 16,9%    |
| словаки        | 73             | 8,0%     |
| румуни         | 67             | 7,3%     |

Рідною мовою назвали:
| Мова      | Кількість осіб | Відсоток |
| --------- | -------------- | -------- |
| угорська  | 612            | 66,9%    |
| циганська | 135            | 14,8%    |
| румунська | 86             | 9,4%     |
| словацька | 80             | 8,7%     |